# Тур WTA 1974
Тур WTA 1974 тривав з грудня 1973 до грудня 1974 року та містив 51 турнір.
Тур був поділений на дві серії: Virginia Slims Circuit і Woman's International Circuit, спонсоровані сигаретами Virginia Slims.

## Графік
Нижче наведено повний розклад  турнірів сезону, включаючи перелік тенісистів, які дійшли на турнірах щонайменше до чвертьфіналу.
Позначення
| Турніри Великого шолома       |
| Virginia Slims championships  |
| Virginia Slims Circuit        |
| Women's International Circuit |
| Турніри поза серіями          |
| Командні змагання             |

### Грудень (1973)
| Тиждень             | Турнір | Чемпіонки                                 | Фіналістки                 | Півфіналістки               | Чвертьфіналістки                                       |
| ------------------- | --- | ----------------------------------------- | -------------------------- | --------------------------- | ------------------------------------------------------ |
| 24 грудня 31 грудня | Відкритий чемпіонат Австралії з тенісу Мельбурн, Австралія Grand Slam Трава – 56S/32D Одиночний розряд – Парний розряд | Івонн Гулагонг-Коулі 7–6(7–5), 4–6, 6–0   | Кріс Еверт                 | Джулі Гелдман Керрі Мелвілл | Джанет Ньюберрі Леслі Гант Джуді Тегарт Карен Крантцке |
| 24 грудня 31 грудня | Відкритий чемпіонат Австралії з тенісу Мельбурн, Австралія Grand Slam Трава – 56S/32D Одиночний розряд – Парний розряд | Івонн Гулагонг-Коулі Пеггі Мічел 7–5, 6–3 | Керрі Гарріс Керрі Мелвілл | Джулі Гелдман Керрі Мелвілл | Джанет Ньюберрі Леслі Гант Джуді Тегарт Карен Крантцке |

### Січень
| Тиждень  | Турнір | Чемпіонки                                 | Фіналістки                  | Півфіналістки               | Чвертьфіналістки                                          |
| -------- | --- | ----------------------------------------- | --------------------------- | --------------------------- | --------------------------------------------------------- |
| 1 січня  | New South Wales Open Sydney, Австралія Women's International Circuit Ґрунт Одиночний розряд – Парний розряд | Карен Крантцке 6–2, 6–3                   | Івонн Гулагонг-Коулі        |                             |                                                           |
| 1 січня  | New South Wales Open Sydney, Австралія Women's International Circuit Ґрунт Одиночний розряд – Парний розряд | Енн Кійомура Савамацу Кадзуко 6–3, 6–3    | Джанет Фалліс Пем Вайткросс |                             |                                                           |
| 14 січня | Virginia Slims of San Francisco Сан-Франциско, США Virginia Slims $50,000 Одиночний розряд – Парний розряд  | Біллі Джин Кінг 7–6(5–2), 6–2             | Кріс Еверт                  | Керрі Мелвілл Ненсі Річі    | Лорі Флемінг Джанет Ньюберрі Розмарі Касалс Венді Овертон |
| 14 січня | Virginia Slims of San Francisco Сан-Франциско, США Virginia Slims $50,000 Одиночний розряд – Парний розряд  | Кріс Еверт Біллі Джин Кінг 6–4, 6–2       | Франсуаз Дюрр Бетті Стеве   | Керрі Мелвілл Ненсі Річі    | Лорі Флемінг Джанет Ньюберрі Розмарі Касалс Венді Овертон |
| 21 січня | Virginia Slims of Mission Viejo Мішн-В'єхо, США Virginia Slims $50,000 Одиночний розряд – Парний розряд     | Кріс Еверт 6–3, 6–1                       | Біллі Джин Кінг             | Керрі Мелвілл Ненсі Річі    | Барбара Даунс Франсуаз Дюрр Розмарі Касалс Крістін Кеммер |
| 21 січня | Virginia Slims of Mission Viejo Мішн-В'єхо, США Virginia Slims $50,000 Одиночний розряд – Парний розряд     | Керрі Гарріс Леслі Гант 7–5, 6–4          | Кріс Еверт Біллі Джин Кінг  | Керрі Мелвілл Ненсі Річі    | Барбара Даунс Франсуаз Дюрр Розмарі Касалс Крістін Кеммер |
| 28 січня | Virginia Slims of Washington Washington, D.C., США Virginia Slims $50,000 Одиночний розряд – Парний розряд  | Біллі Джин Кінг 6–0, 6–2                  | Керрі Мелвілл               | Розмарі Касалс Гелен Гурлей | Кеті Кюйкендалл Франсуаз Дюрр Пічіс Бартковіч Мона Шалло  |
| 28 січня | Virginia Slims of Washington Washington, D.C., США Virginia Slims $50,000 Одиночний розряд – Парний розряд  | Біллі Джин Кінг Бетті Стеве 6–1, 6–7, 7–5 | Франсуаз Дюрр Керрі Гарріс  | Розмарі Касалс Гелен Гурлей | Кеті Кюйкендалл Франсуаз Дюрр Пічіс Бартковіч Мона Шалло  |

### Лютий
| Тиждень   | Турнір | Чемпіонки                                    | Фіналістки                | Півфіналістки                | Чвертьфіналістки                                        |
| --------- | --- | -------------------------------------------- | ------------------------- | ---------------------------- | ------------------------------------------------------- |
| 4 лютого  | Virginia Slims of Fort Lauderdale Форт-Лодердейл, США Virginia Slims $50,000 Одиночний розряд – Парний розряд | Кріс Еверт Walkover                          | Керрі Мелвілл             | Розмарі Касалс Ненсі Річі    | Бетті Стеве Франсуаз Дюрр Isa Fernández Кеті Кюйкендалл |
| 4 лютого  | Virginia Slims of Fort Lauderdale Форт-Лодердейл, США Virginia Slims $50,000 Одиночний розряд – Парний розряд | Франсуаз Дюрр Бетті Стеве 6–3, 6–2           | Патті Гоган Шерон Волш    | Розмарі Касалс Ненсі Річі    | Бетті Стеве Франсуаз Дюрр Isa Fernández Кеті Кюйкендалл |
| 18 лютого | Virginia Slims of Detroit Детройт, США Virginia Slims $50,000 Одиночний розряд – Парний розряд                | Біллі Джин Кінг 6–1, 6–1                     | Розмарі Касалс            | Франсуаз Дюрр Вірджинія Вейд | Леслі Гант Валері Зігенфусс Крістін Кеммер Марсі Луї    |
| 18 лютого | Virginia Slims of Detroit Детройт, США Virginia Slims $50,000 Одиночний розряд – Парний розряд                | Розмарі Касалс Біллі Джин Кінг 2–6, 6–4, 7–5 | Франсуаз Дюрр Бетті Стеве | Франсуаз Дюрр Вірджинія Вейд | Леслі Гант Валері Зігенфусс Крістін Кеммер Марсі Луї    |
| 25 лютого | Virginia Slims of Chicago Чикаго, США Virginia Slims $50,000 Одиночний розряд – Парний розряд                 | Вірджинія Вейд 2–6, 6–4, 6–4                 | Розмарі Касалс            | Біллі Джин Кінг Кріс Еверт   | Лора Дюпонт Леслі Гант Валері Зігенфусс Бетті Стеве     |
| 25 лютого | Virginia Slims of Chicago Чикаго, США Virginia Slims $50,000 Одиночний розряд – Парний розряд                 | Кріс Еверт Біллі Джин Кінг 3–6, 6–4, 6–4     | Франсуаз Дюрр Бетті Стеве | Біллі Джин Кінг Кріс Еверт   | Лора Дюпонт Леслі Гант Валері Зігенфусс Бетті Стеве     |

### Березень
| Тиждень    | Турнір | Чемпіонки                                       | Фіналістки                    | Півфіналістки                | Чвертьфіналістки                                            |
| ---------- | --- | ----------------------------------------------- | ----------------------------- | ---------------------------- | ----------------------------------------------------------- |
| 4 березня  | Maureen Connolly Brinker International Даллас, США Virginia Slims $50,000 Одиночний розряд – Парний розряд | Кріс Еверт 7–5, 6–2                             | Вірджинія Вейд                | Франсуаз Дюрр Ненсі Річі     | Леслі Гант Розмарі Касалс Карен Крантцке Джанет Ньюберрі    |
| 4 березня  | Maureen Connolly Brinker International Даллас, США Virginia Slims $50,000 Одиночний розряд – Парний розряд | Isa Fernández Мартіна Навратілова 6–3, 3–6, 6–3 | Вірджинія Вейд Карен Крантцке | Франсуаз Дюрр Ненсі Річі     | Леслі Гант Розмарі Касалс Карен Крантцке Джанет Ньюберрі    |
| 18 березня | Virginia Slims of Akron Акрон (Огайо), США Virginia Slims $50,000 Одиночний розряд – Парний розряд         | Біллі Джин Кінг 6–3, 7–5                        | Ненсі Річі                    | Ольга Морозова Пем Тігуарден | Джулі Гелдман Розмарі Касалс Мартіна Навратілова Шерон Волш |
| 18 березня | Virginia Slims of Akron Акрон (Огайо), США Virginia Slims $50,000 Одиночний розряд – Парний розряд         | Розмарі Касалс Біллі Джин Кінг 6–2, 6–4         | Джулі Гелдман Ольга Морозова  | Ольга Морозова Пем Тігуарден | Джулі Гелдман Розмарі Касалс Мартіна Навратілова Шерон Волш |
| 25 березня | US Indoors New York City, США Virginia Slims $60,000 Одиночний розряд                                      | Біллі Джин Кінг 6–3, 3–6, 6–2                   | Кріс Еверт                    | Розмарі Касалс Бетті Стеве   | Джулі Гелдман Франсуаз Дюрр Вірджинія Вейд Марсі Луї        |

### Квітень
| Тиждень   | Турнір | Чемпіонки                                | Фіналістки                      | Півфіналістки                        | Чвертьфіналістки                                         |
| --------- | --- | ---------------------------------------- | ------------------------------- | ------------------------------------ | -------------------------------------------------------- |
| 8 квітня  | Virginia Slims of Sarasota Сарасота, США Virginia Slims $50,000 Одиночний розряд – Парний розряд                                  | Кріс Еверт 6–4, 6–0                      | Івонн Гулагонг-Коулі            | Ольга Морозова Керрі Мелвілл         | Бетті Стеве Джулі Гелдман Ілана Клосс Гелен Гурлей       |
| 8 квітня  | Virginia Slims of Sarasota Сарасота, США Virginia Slims $50,000 Одиночний розряд – Парний розряд                                  | Кріс Еверт Івонн Гулагонг-Коулі 6–2, 6–2 | Торі Фрец Сісі Мартінес         | Ольга Морозова Керрі Мелвілл         | Бетті Стеве Джулі Гелдман Ілана Клосс Гелен Гурлей       |
| 15 квітня | Barnett Bank Masters Сейнт-Пітерсберґ, США Virginia Slims $45,000 Одиночний розряд – Парний розряд                                | Кріс Еверт 6–0, 6–1                      | Керрі Мелвілл                   | Гельга Мастгофф Івонн Гулагонг-Коулі | Карен Крантцке Ольга Морозова Гелен Гурлей Бетті Стеве   |
| 15 квітня | Barnett Bank Masters Сейнт-Пітерсберґ, США Virginia Slims $45,000 Одиночний розряд – Парний розряд                                | Ольга Морозова Бетті Стеве 6–4, 6–2      | Кріс Еверт Івонн Гулагонг-Коулі | Гельга Мастгофф Івонн Гулагонг-Коулі | Карен Крантцке Ольга Морозова Гелен Гурлей Бетті Стеве   |
| 22 квітня | Virginia Slims of Philadelphia Філадельфія, США Virginia Slims $50,000 Одиночний розряд – Парний розряд                           | Ольга Морозова 7–6(5–2), 6–1             | Біллі Джин Кінг                 | Вірджинія Вейд Розмарі Касалс        | Джанет Ньюберрі Глініс Коулс Керрі Мелвілл Гелен Гурлей  |
| 22 квітня | Virginia Slims of Philadelphia Філадельфія, США Virginia Slims $50,000 Одиночний розряд – Парний розряд                           | Розмарі Касалс Біллі Джин Кінг 6–3, 7–6  | Керрі Гарріс Леслі Гант         | Вірджинія Вейд Розмарі Касалс        | Джанет Ньюберрі Глініс Коулс Керрі Мелвілл Гелен Гурлей  |
| 29 квітня | Family Circle Cup Гілтон-Гед-Айленд (Південна Кароліна), США Women's International Circuit Ґрунт Одиночний розряд – Парний розряд | Кріс Еверт 6–1, 6–3                      | Керрі Мелвілл                   | Розмарі Касалс Івонн Гулагонг-Коулі  | Бетті Стеве Вірджинія Вейд Ольга Морозова Карен Крантцке |
| 29 квітня | Family Circle Cup Гілтон-Гед-Айленд (Південна Кароліна), США Women's International Circuit Ґрунт Одиночний розряд – Парний розряд | Ольга Морозова Розмарі Касалс 6–2, 6–1   | Карен Крантцке Гелен Гурлей     | Розмарі Касалс Івонн Гулагонг-Коулі  | Бетті Стеве Вірджинія Вейд Ольга Морозова Карен Крантцке |

### Травень
| Тиждень   | Турнір | Чемпіонки                             | Фіналістки                          | Півфіналістки                                                  | Чвертьфіналістки                                              |
| --------- | --- | ------------------------------------- | ----------------------------------- | -------------------------------------------------------------- | ------------------------------------------------------------- |
| 13 травня | Federation Cup Неаполь, Італія Federation Cup Ґрунт – 29 teams knockout                                                  | Австралія · 2–1                       | Сполучені Штати Америки             | Велика Британія · Федеративна Республіка Німеччина (1949—1990) | Італія · Південно-Африканська Республіка · Румунія · Франція  |
| 20 травня | Grand Prix German Open Гамбург, Німеччина Women's International Circuit Ґрунт Одиночний розряд – Парний розряд           | Гельга Мастгофф 6–4, 5–7, 6–3         | Мартіна Навратілова                 | Міма Яушовець Савамацу Кадзуко                                 | Маріе Пінтерова Катя Еббінгаус Гельга Гесль Марейке Схар      |
| 20 травня | Grand Prix German Open Гамбург, Німеччина Women's International Circuit Ґрунт Одиночний розряд – Парний розряд           | Гельга Гесль Ракель Хіскафре 6–3, 6–1 | Мартіна Навратілова Рената Томанова | Міма Яушовець Савамацу Кадзуко                                 | Маріе Пінтерова Катя Еббінгаус Гельга Гесль Марейке Схар      |
| 20 травня | British Hard Court Championships Bournemouth, Велика Британія Турнір поза серіями Ґрунт Одиночний розряд – Парний розряд | Вірджинія Вейд 6–1, 3–6, 6–1          | Джулі Гелдман                       | Джекі Фейтер Діанне Фромгольтц                                 | Вінні Шоу Сью Баркер Дженні Даймонд Керрі Меєр                |
| 20 травня | British Hard Court Championships Bournemouth, Велика Британія Турнір поза серіями Ґрунт Одиночний розряд – Парний розряд | Джулі Гелдман Вірджинія Вейд 6–2, 6–2 | Патті Гоган Шерон Волш              | Джекі Фейтер Діанне Фромгольтц                                 | Вінні Шоу Сью Баркер Дженні Даймонд Керрі Меєр                |
| 27 травня | Internazionali d'Italia Рим, Італія Women's International Circuit Ґрунт Одиночний розряд – Парний розряд                 | Кріс Еверт 6–3, 6–3                   | Мартіна Навратілова                 | Пат Вокден Ольга Морозова                                      | Вірджинія Вейд Гельга Мастгофф Джулі Гелдман Савамацу Кадзуко |
| 27 травня | Internazionali d'Italia Рим, Італія Women's International Circuit Ґрунт Одиночний розряд – Парний розряд                 | Кріс Еверт Ольга Морозова Walkover    | Гельга Мастгофф Гайде Орт           | Пат Вокден Ольга Морозова                                      | Вірджинія Вейд Гельга Мастгофф Джулі Гелдман Савамацу Кадзуко |

### Червень
| Тиждень            | Турнір | Чемпіонки                                      | Фіналістки                  | Півфіналістки                   | Чвертьфіналістки                                                  |
| ------------------ | --- | ---------------------------------------------- | --------------------------- | ------------------------------- | ----------------------------------------------------------------- |
| 3 червня 10 червня | Відкритий чемпіонат Франції з тенісу Париж, Франція Grand Slam Ґрунт (Red) – 64S/64Q/21D/23X Одиночний розряд – Парний розряд – Мікст | Кріс Еверт 6–1, 6–2                            | Ольга Морозова              | Ракель Хіскафре Гельга Мастгофф | Катя Еббінгаус Маріе Пінтерова Мартіна Навратілова Джулі Гелдман  |
| 3 червня 10 червня | Відкритий чемпіонат Франції з тенісу Париж, Франція Grand Slam Ґрунт (Red) – 64S/64Q/21D/23X Одиночний розряд – Парний розряд – Мікст | Кріс Еверт Ольга Морозова 6–4, 2–6, 6–1        | Гейл Шанфро Катя Еббінгаус  | Ракель Хіскафре Гельга Мастгофф | Катя Еббінгаус Маріе Пінтерова Мартіна Навратілова Джулі Гелдман  |
| 3 червня 10 червня | Відкритий чемпіонат Франції з тенісу Париж, Франція Grand Slam Ґрунт (Red) – 64S/64Q/21D/23X Одиночний розряд – Парний розряд – Мікст | Мартіна Навратілова Іван Моліна 6–3, 6–3       | Росі Дармон Марсело Лара    | Ракель Хіскафре Гельга Мастгофф | Катя Еббінгаус Маріе Пінтерова Мартіна Навратілова Джулі Гелдман  |
| 24 червня 1 липня  | Вімблдонський турнір London, Great Britain Grand Slam Трава – 96S/48D/80X Одиночний розряд – Парний розряд – Мікст                    | Кріс Еверт 6–0, 6–4                            | Ольга Морозова              | Вірджинія Вейд Керрі Мелвілл    | Біллі Джин Кінг Лінкі Бошофф Івонн Гулагонг-Коулі Гельга Мастгофф |
| 24 червня 1 липня  | Вімблдонський турнір London, Great Britain Grand Slam Трава – 96S/48D/80X Одиночний розряд – Парний розряд – Мікст                    | Івонн Гулагонг-Коулі Пеггі Мічел 2–6, 6–4, 6–3 | Гелен Гурлей Карен Крантцке | Вірджинія Вейд Керрі Мелвілл    | Біллі Джин Кінг Лінкі Бошофф Івонн Гулагонг-Коулі Гельга Мастгофф |
| 24 червня 1 липня  | Вімблдонський турнір London, Great Britain Grand Slam Трава – 96S/48D/80X Одиночний розряд – Парний розряд – Мікст                    | Біллі Джин Кінг Овен Девідсон 6–3, 9–7         | Леслі Чарлз Марк Феррелл    | Вірджинія Вейд Керрі Мелвілл    | Біллі Джин Кінг Лінкі Бошофф Івонн Гулагонг-Коулі Гельга Мастгофф |

### Липень
| Тиждень  | Турнір | Чемпіонки                            | Фіналістки                             | Півфіналістки | Чвертьфіналістки |
| -------- | --- | ------------------------------------ | -------------------------------------- | ------------- | ---------------- |
| 8 липня  | Swiss Open Championships Gstaad, Швейцарія Турнір поза серіями Ґрунт Одиночний розряд – Парний розряд        | Гельга Шультце 4–6, 6–4, 6–3         | Леа Періколі                           |               |                  |
| 8 липня  | Swiss Open Championships Gstaad, Швейцарія Турнір поза серіями Ґрунт Одиночний розряд – Парний розряд        | Гельга Шультце Леа Періколі 6–2, 6–0 | Фукуока Кайоко Michelle Rodríguez      |               |                  |
| 8 липня  | Swedish Open Championships Бостад, Швеція Турнір поза серіями Ґрунт Одиночний розряд – Парний розряд         | Сью Баркер 6–1, 7–5                  | Марейке Схар                           |               |                  |
| 8 липня  | Swedish Open Championships Бостад, Швеція Турнір поза серіями Ґрунт Одиночний розряд – Парний розряд         | Сью Баркер Глініс Коулс 6–2, 6–0     | Фйорелла Бонічеллі Anna-Maria Nasuelli |               |                  |
| 15 липня | Head Cup Austrian Championships Кіцбюель, Австрія Турнір поза серіями Ґрунт Одиночний розряд – Парний розряд | Mirka Koželuhová 6–3, 6–0            | Міма Яушовець                          |               |                  |
| 15 липня | Head Cup Austrian Championships Кіцбюель, Австрія Турнір поза серіями Ґрунт Одиночний розряд – Парний розряд | Беатрікс Клейн Ева Сабо 6–1, 6–4     | Ана Марія Аріас Іріс Рідель            |               |                  |

### Серпень
| Тиждень              | Турнір | Чемпіонки                                    | Фіналістки                   | Півфіналістки                | Чвертьфіналістки                                         |
| -------------------- | --- | -------------------------------------------- | ---------------------------- | ---------------------------- | -------------------------------------------------------- |
| 5 серпня             | US Clay Court Championships Індіанаполіс, USA Women's International Circuit Ґрунт Одиночний розряд – Парний розряд           | Кріс Еверт 6–0, 6–0                          | Гейл Шанфро                  | Керрі Меєр Діанне Фромгольтц | Вірджинія Рузіч Мішель Ґюрдал Джінн Еверт Джулі Гелдман  |
| 5 серпня             | US Clay Court Championships Індіанаполіс, USA Women's International Circuit Ґрунт Одиночний розряд – Парний розряд           | Гейл Шанфро Джулі Гелдман 6–3, 6–1           | Кріс Еверт Джінн Еверт       | Керрі Меєр Діанне Фромгольтц | Вірджинія Рузіч Мішель Ґюрдал Джінн Еверт Джулі Гелдман  |
| 12 серпня            | Rothmans Canadian Open Торонто, Канада Women's International Circuit Одиночний розряд – Парний розряд                        | Кріс Еверт 6–0, 6–3                          | Джулі Гелдман                | Джінн Еверт Савамацу Кадзуко | Ракель Хіскафре Пауліна Пелед Вірджинія Рузіч Лорі Тенні |
| 12 серпня            | Rothmans Canadian Open Торонто, Канада Women's International Circuit Одиночний розряд – Парний розряд                        | Гейл Шанфро Джулі Гелдман 6–3, 6–4           | Кріс Еверт Джінн Еверт       | Джінн Еверт Савамацу Кадзуко | Ракель Хіскафре Пауліна Пелед Вірджинія Рузіч Лорі Тенні |
| 19 серпня            | Virginia Slims of Newport Ньюпорт (Род-Айленд), США Virginia Slims $30,000 Одиночний розряд – Парний розряд                  | Кріс Еверт 6–4, 6–3                          | Бетсі Нагелсен               | Джулі Гелдман Вірджинія Вейд | Джанет Ньюберрі Леслі Чарлз Міма Яушовець Ольга Морозова |
| 19 серпня            | Virginia Slims of Newport Ньюпорт (Род-Айленд), США Virginia Slims $30,000 Одиночний розряд – Парний розряд                  | Леслі Чарлз С'ю Меппін 6–2, 7–5              | Гейл Шанфро Джулі Гелдман    | Джулі Гелдман Вірджинія Вейд | Джанет Ньюберрі Леслі Чарлз Міма Яушовець Ольга Морозова |
| 19 серпня            | Medi-Quik Open Саут-Орандж (Нью-Джерсі), USA Турнір поза серіями Ґрунт Одиночний розряд – Парний розряд                      | Пем Тігуарден 7–5, 6–3                       | Діанне Фромгольтц            |                              |                                                          |
| 19 серпня            | Medi-Quik Open Саут-Орандж (Нью-Джерсі), USA Турнір поза серіями Ґрунт Одиночний розряд – Парний розряд                      | Пем Тігуарден Енн Кійомура 6–2, 6–0          | Кетлін Гартер Маріта Редондо |                              |                                                          |
| 26 серпня 2 вересняt | Відкритий чемпіонат США з тенісу Нью-Йорк, США Grand Slam Ґрунт (Red) – 64S/32D/32X Одиночний розряд – Парний розряд – Мікст | Біллі Джин Кінг 3–6, 6–3, 7–5                | Івонн Гулагонг-Коулі         | Джулі Гелдман Кріс Еверт     | Розмарі Касалс Ненсі Річі Керрі Мелвілл Леслі Гант       |
| 26 серпня 2 вересняt | Відкритий чемпіонат США з тенісу Нью-Йорк, США Grand Slam Ґрунт (Red) – 64S/32D/32X Одиночний розряд – Парний розряд – Мікст | Розмарі Касалс Біллі Джин Кінг 7–6, 6–7, 6–4 | Франсуаз Дюрр Бетті Стеве    | Джулі Гелдман Кріс Еверт     | Розмарі Касалс Ненсі Річі Керрі Мелвілл Леслі Гант       |
| 26 серпня 2 вересняt | Відкритий чемпіонат США з тенісу Нью-Йорк, США Grand Slam Ґрунт (Red) – 64S/32D/32X Одиночний розряд – Парний розряд – Мікст | Пем Тігуарден Джефф Мастерз 6–1, 7–6         | Кріс Еверт Джиммі Коннорс    | Джулі Гелдман Кріс Еверт     | Розмарі Касалс Ненсі Річі Керрі Мелвілл Леслі Гант       |

### Вересень
| Тиждень    | Турнір | Чемпіонки                                    | Фіналістки                     | Півфіналістки                      | Чвертьфіналістки                                             |
| ---------- | --- | -------------------------------------------- | ------------------------------ | ---------------------------------- | ------------------------------------------------------------ |
| 16 вересня | United Airlines Tournament of Champions Орландо, США Virginia Slims $50,000 Одиночний розряд – Парний розряд | Мартіна Навратілова 7–6(5–4), 6–4            | Джулі Гелдман                  | Біллі Джин Кінг Франсуаз Дюрр      | Марсі Луї Бетті Стеве Тіне Зван Розмарі Касалс               |
| 16 вересня | United Airlines Tournament of Champions Орландо, США Virginia Slims $50,000 Одиночний розряд – Парний розряд | Франсуаз Дюрр Бетті Стеве 6–3, 6–7(2–5), 6–4 | Розмарі Касалс Біллі Джин Кінг | Біллі Джин Кінг Франсуаз Дюрр      | Марсі Луї Бетті Стеве Тіне Зван Розмарі Касалс               |
| 16 вересня | Virginia Slims of Denver Денвер, США Virginia Slims $50,000 Одиночний розряд – Парний розряд                 | Івонн Гулагонг-Коулі 7–5, 3–6, 6–4           | Кріс Еверт                     | Франсуаз Дюрр Ненсі Річі           | Валері Зігенфусс Джулі Гелдман Пем Тігуарден Кеті Кюйкендалл |
| 16 вересня | Virginia Slims of Denver Денвер, США Virginia Slims $50,000 Одиночний розряд – Парний розряд                 | Франсуаз Дюрр Бетті Стеве 6–2, 7–5           | Мона Шалло Пем Тігуарден       | Франсуаз Дюрр Ненсі Річі           | Валері Зігенфусс Джулі Гелдман Пем Тігуарден Кеті Кюйкендалл |
| 30 вересня | Virginia Slims of Houston Х'юстон, США Virginia Slims $50,000 Одиночний розряд – Парний розряд               | Кріс Еверт 6–3, 5–7, 6–1                     | Вірджинія Вейд                 | Івонн Гулагонг-Коулі Пем Тігуарден | Венді Овертон Гелен Гурлей Кейт Летем Робін Тенні            |
| 30 вересня | Virginia Slims of Houston Х'юстон, США Virginia Slims $50,000 Одиночний розряд – Парний розряд               | Джанет Ньюберрі Венді Овертон 4–6, 7–5, 6–2  | Сью Стап Вірджинія Вейд        | Івонн Гулагонг-Коулі Пем Тігуарден | Венді Овертон Гелен Гурлей Кейт Летем Робін Тенні            |

### Жовтень
| Тиждень   | Турнір                                                                                                   | Чемпіонки                                         | Фіналістки                 | Півфіналістки                        | Чвертьфіналістки                                           |
| --------- | --- | ------------------------------------------------- | -------------------------- | ------------------------------------ | ---------------------------------------------------------- |
| 7 жовтня  | Virginia Slims of Phoenix Фінікс, США Virginia Slims $50,000 Одиночний розряд – Парний розряд            | Вірджинія Вейд 6–1, 6–2                           | Гелен Гурлей               | Біллі Джин Кінг Бетті Стеве          | Торі Фрец Франсуаз Дюрр Венді Овертон Кеті Кюйкендалл      |
| 7 жовтня  | Virginia Slims of Phoenix Фінікс, США Virginia Slims $50,000 Одиночний розряд – Парний розряд            | Франсуаз Дюрр Бетті Стеве 6–3, 5–7, 6–3           | Мона Шалло Пем Тігуарден   | Біллі Джин Кінг Бетті Стеве          | Торі Фрец Франсуаз Дюрр Венді Овертон Кеті Кюйкендалл      |
| 7 жовтня  | Melia Trophy Мадрид, Іспанія Турнір поза серіями Ґрунт Одиночний розряд – Парний розряд                  | Гельга Мастгофф 7–5, 6–3                          | Тіне Зван                  |                                      |                                                            |
| 7 жовтня  | Melia Trophy Мадрид, Іспанія Турнір поза серіями Ґрунт Одиночний розряд – Парний розряд                  | Леслі Чарлз С'ю Меппін 6–2 ret.                   | Creydt Гельга Мастгофф     |                                      |                                                            |
| 7 жовтня  | Japan Open Токіо, Японія Турнір поза серіями Тверде Одиночний розряд – Парний розряд                     | Марія Буено 3–6, 6–4, 6–3                         | Катя Еббінгаус             |                                      |                                                            |
| 7 жовтня  | Japan Open Токіо, Японія Турнір поза серіями Тверде Одиночний розряд – Парний розряд                     | Енн Кійомура Савамацу Кадзуко 4–6, 6–4, 6–0       | Kimiyo Yagawara Дженет Янг |                                      |                                                            |
| 14 жовтня | Virginia Slims Championships Лос-Анджелес, США Фінал туру $100,000 Одиночний розряд – Парний розряд      | Івонн Гулагонг-Коулі 6–3, 6–4                     | Кріс Еверт                 | Вірджинія Вейд Біллі Джин Кінг       | Розмарі Касалс Мартіна Навратілова Леслі Гант Гелен Гурлей |
| 14 жовтня | Virginia Slims Championships Лос-Анджелес, США Фінал туру $100,000 Одиночний розряд – Парний розряд      | Розмарі Касалс Біллі Джин Кінг 6–1, 6–7(2–5), 7–5 | Франсуаз Дюрр Бетті Стеве  | Вірджинія Вейд Біллі Джин Кінг       | Розмарі Касалс Мартіна Навратілова Леслі Гант Гелен Гурлей |
| 14 жовтня | Melia Trophy Барселона, Іспанія Турнір поза серіями Ґрунт Одиночний розряд                               | Наталі Фук 7–5, 8–6                               | Глініс Коулс               |                                      |                                                            |
| 21 жовтня | World Invitational Гілтон-Гед-Айленд (Південна Кароліна), USA Турнір поза серіями Ґрунт Одиночний розряд | Кріс Еверт 6–1, 6–3                               | Вірджинія Вейд             | Івонн Гулагонг-Коулі Біллі Джин Кінг |                                                            |
| 28 жовтня | Dewar Cup Cardiff Кардіфф, Велика Британія Турнір поза серіями Тверде Одиночний розряд – Парний розряд   | Джулі Гелдман 6–4, 6–2                            | Глініс Коулс               |                                      |                                                            |
| 28 жовтня | Dewar Cup Cardiff Кардіфф, Велика Британія Турнір поза серіями Тверде Одиночний розряд – Парний розряд   | Леслі Чарлз С'ю Меппін 3–6, 6–2, 6–2              | Джекі Фейтер Джойс Вільямс |                                      |                                                            |

### Листопад
| Тиждень      | Турнір | Чемпіонки                                   | Фіналістки                      | Півфіналістки                | Чвертьфіналістки                                        |
| ------------ | --- | ------------------------------------------- | ------------------------------- | ---------------------------- | ------------------------------------------------------- |
| 4 листопада  | Dewar Cup Edinburgh Единбург, Велика Британія Турнір поза серіями Тверде Одиночний розряд – Парний розряд       | Вірджинія Вейд 6–3, 4–6, 6–2                | Джулі Гелдман                   |                              |                                                         |
| 4 листопада  | Dewar Cup Edinburgh Единбург, Велика Британія Турнір поза серіями Тверде Одиночний розряд – Парний розряд       | Міма Яушовець Вірджинія Рузіч 6–4, 4–6, 6–4 | Isa Fernández Ракель Хіскафре   |                              |                                                         |
| 11 листопада | Dewar Cup Final Лондон, Велика Британія Турнір поза серіями Тверде Одиночний розряд – Парний розряд             | Вірджинія Вейд 7–6, 6–2                     | Джулі Гелдман                   |                              |                                                         |
| 11 листопада | Dewar Cup Final Лондон, Велика Британія Турнір поза серіями Тверде Одиночний розряд – Парний розряд             | Вірджинія Вейд Шерон Волш 6–2, 6–7, 6–2     | Леслі Чарлз С'ю Меппін          |                              |                                                         |
| 18 листопада | South African Open (теніс) Йоганнесбург, ПАРn Women's International Circuit Одиночний розряд – Парний розряд    | Керрі Мелвілл 6–3, 7–5                      | Діанне Фромгольтц               |                              |                                                         |
| 18 листопада | South American Championships Буенос-Айрес, Аргентина Турнір поза серіями Ґрунт Одиночний розряд – Парний розряд | Ракель Хіскафре 7–5, 1–6, 6–2               | Беатріс Араужо                  |                              |                                                         |
| 18 листопада | South American Championships Буенос-Айрес, Аргентина Турнір поза серіями Ґрунт Одиночний розряд – Парний розряд | Катя Еббінгаус Гельга Мастгофф 6–0, 6–1     | Беатріс Араужо Ракель Хіскафре  |                              |                                                         |
| 25 листопада | Queensland State Championships Вікторія (штат) Турнір поза серіями Тверде Одиночний розряд – Парний розряд      | Івонн Гулагонг-Коулі 6–1, 6–2               | Синтія Дорнер                   | Мішель Ґюрдал Венді Тернбулл | Даян Істберн Лінда Моттрем Cecilia Martinez Пеггі Мічел |
| 25 листопада | Queensland State Championships Вікторія (штат) Турнір поза серіями Тверде Одиночний розряд – Парний розряд      | Івонн Гулагонг-Коулі Пеггі Мічел 6–1, 6–2   | Вікі Ланкастер Cecilia Martinez | Мішель Ґюрдал Венді Тернбулл | Даян Істберн Лінда Моттрем Cecilia Martinez Пеггі Мічел |
| 25 листопада | Tokyo Gunze Classic Токіо, Японія Турнір поза серіями Одиночний розряд                                          | Кріс Еверт 6–0, 6–2                         | Розмарі Касалс                  |                              |                                                         |

### Грудень
| Тиждень   | Турнір                                                                                                | Чемпіонки                                      | Фіналістки                         | Півфіналістки | Чвертьфіналістки |
| --------- | --- | ---------------------------------------------- | ---------------------------------- | ------------- | ---------------- |
| 2 грудня  | South Australian Championships Аделаїда, Австралія Турнір поза серіями Одиночний розряд               | Ольга Морозова 7–6, 2–6, 6–2                   | Івонн Гулагонг-Коулі               |               |                  |
| 9 грудня  | Western Australian Championships Перт, Австралія Турнір поза серіями Одиночний розряд – Парний розряд | Маргарет Корт 6–4, 7–5                         | Ольга Морозова                     |               |                  |
| 9 грудня  | Western Australian Championships Перт, Австралія Турнір поза серіями Одиночний розряд – Парний розряд | Ольга Морозова Мартіна Навратілова 6–1, 6–3    | Леслі Гант Савамацу Кадзуко        |               |                  |
| 16 грудня | New South Wales Championships Сідней, Австралія Турнір поза серіями Одиночний розряд – Парний розряд  | Івонн Гулагонг-Коулі 6–3, 7–5                  | Маргарет Корт                      |               |                  |
| 16 грудня | New South Wales Championships Сідней, Австралія Турнір поза серіями Одиночний розряд – Парний розряд  | Івонн Гулагонг-Коулі Пеггі Мічел 6–7, 6–4, 6–1 | Ольга Морозова Мартіна Навратілова |               |                  |

## Призові
| Rk | Тенісистка           | Virginia Slims | Всього US | Всього   |
| -- | -------------------- | -------------- | --------- | -------- |
| 1  | Кріс Еверт           | $113,985       | $149,985  | $261,460 |
| 2  | Біллі Джин Кінг      | $94,950        | $129,950  | $173,225 |
| 3  | Івонн Гулагонг-Коулі | $56,580        | $73,480   | $102,506 |
| 4  | Вірджинія Вейд       | $51,413        | $55,993   | $85,389  |
| 5  | Розмарі Касалс       | $44,925        | $62,375   | $72,389  |
| 6  | Франсуаз Дюрр        | $35,588        | $40,008   | $41,277  |
| 7  | Бетті Стеве          | $33,813        | $39,233   | $40,249  |
| 8  | Керрі Мелвілл        | $26,240        | $42,940   | $56,022  |
| 9  | Мартіна Навратілова  | $24,713        | $26,963   | $31,392  |
| 10 | Ольга Морозова       | $21,675        | $25,775   | $40,877  |

## Статистика
Позначення
| Турніри Великого шолома |
| Фінал WTA               |
| Virginia Slims event    |

### Титули здобуті тенісистками
| Всього | Гравець                    | S | D | X | S | D | S | D | S | D | X |
| ------ | -------------------------- | - | - | - | - | - | - | - | - | - | - |
| 14     | Біллі Джин Кінг (USA)      | ● | ● | ● |   | ● | ● | ● | 6 | 7 | 1 |
| 13     | Кріс Еверт (USA)           | ● | ● |   |   |   | ● | ● | 8 | 5 | 0 |
| 6      | Івонн Гулагонг-Коулі (AUS) | ● | ● |   | ● |   | ● | ● | 3 | 3 | 0 |
| 6      | Бетті Стеве (NED)          |   |   |   |   |   |   | ● | 0 | 6 | 0 |
| 5      | Розмарі Касалс (USA)       |   | ● |   |   | ● |   | ● | 0 | 5 | 0 |
| 4      | Франсуаз Дюрр (FRA)        |   |   |   |   |   |   | ● | 0 | 4 | 0 |
| 3      | Ольга Морозова (URS)       |   | ● |   |   |   | ● | ● | 1 | 2 | 0 |
| 3      | Мартіна Навратілова (TCH)  |   |   | ● |   |   | ● | ● | 1 | 1 | 1 |
| 2      | Пеггі Мічел (USA)          |   | ● |   |   |   |   |   | 0 | 2 | 0 |
| 2      | Вірджинія Вейд (GBR)       |   |   |   |   |   | ● |   | 2 | 0 | 0 |
| 1      | Пем Тігуарден (USA)        |   |   | ● |   |   |   |   | 0 | 0 | 1 |
| 1      | Леслі Чарлз (GBR)          |   |   |   |   |   |   | ● | 0 | 1 | 0 |
| 1      | Isa Fernández (COL)        |   |   |   |   |   |   | ● | 0 | 1 | 0 |
| 1      | Керрі Гарріс (AUS)         |   |   |   |   |   |   | ● | 0 | 1 | 0 |
| 1      | Леслі Гант (AUS)           |   |   |   |   |   |   | ● | 0 | 1 | 0 |
| 1      | С'ю Меппін (GBR)           |   |   |   |   |   |   | ● | 0 | 1 | 0 |
| 1      | Джанет Ньюберрі (USA)      |   |   |   |   |   |   | ● | 0 | 1 | 0 |
| 1      | Венді Овертон (USA)        |   |   |   |   |   |   | ● | 0 | 1 | 0 |

### Титули won by nation
| Всього | Nation                | S | D | X | S | D | S  | D | S  | D  | X |
| ------ | --------------------- | - | - | - | - | - | -- | - | -- | -- | - |
| 31     | США (USA)             | 3 | 4 | 2 | 0 | 1 | 12 | 9 | 15 | 14 | 2 |
| 7      | Австралія (AUS)       | 1 | 2 | 0 | 1 | 0 | 1  | 2 | 3  | 4  | 0 |
| 6      | Нідерланди (NED)      | 0 | 0 | 0 | 0 | 0 | 0  | 6 | 0  | 6  | 0 |
| 6      | Франція (FRA)         | 0 | 0 | 0 | 0 | 0 | 0  | 4 | 0  | 4  | 0 |
| 3      | СРСР (URS)            | 0 | 1 | 0 | 0 | 0 | 1  | 1 | 1  | 2  | 0 |
| 3      | Чехословаччина (TCH)  | 0 | 0 | 1 | 0 | 0 | 1  | 1 | 1  | 1  | 1 |
| 3      | Велика Британія (GBR) | 0 | 0 | 0 | 0 | 0 | 2  | 1 | 2  | 1  | 0 |
| 1      | Колумбія (COL)        | 0 | 0 | 0 | 0 | 0 | 0  | 1 | 0  | 1  | 0 |